# Paris-Nice de 2020
A 78.ª edição da Paris-Nice foi uma carreira de ciclismo de estrada por etapas que se celebrou entre 8 e 14 de março de 2020 na França com início na cidade de Plaisir e final na cidade de Nice sobre um percurso de 1102,1 quilómetros.
A 13 de março, antes da disputa da 6.ª etapa, a organização anunciou que a prova finalizaria um dia antes do previsto como consequência da pandemia de coronavirus.
A carreira fez parte do UCI WorldTour de 2020, calendário ciclístico de máximo nível mundial, sendo a quinta carreira de dito circuito e foi vencida pelo alemão Maximilian Schachmann da Bora-Hansgrohe. Completaram o pódio, como segundo e terceiro classificado respectivamente, o belga Tiesj Benoot da Sunweb e o colombiano Sergio Higuita da EF.

## Equipas participantes
Devido à epidemia mundial de coronavirus, onde vários corredores e colaboradores de equipas foram afectadas pelo vírus em decorrência do UAE Tour, as equipas UCI WorldTeam Movistar, INEOS, Mitchelton-Scott, Jumbo-Visma, UAE Emirates, CCC e Astana declinaram participar na carreira, pelo que a organização decidiu convidar a algumas equipas a última hora e aumentar o número de corredores por equipa de 7 a 8 ciclistas.
Como consequência disso, tomaram parte na carreira 17 equipas: 12 de categoria UCI WorldTeam e 5 de categoria UCI ProTeam. Formaram assim um pelotão de 136 ciclistas dos que acabaram 61. As equipas participantes foram:
| Equipes WorldTeam (12)- AG2R La Mondiale - Bahrain McLaren - Bora-Hansgrohe - Cofidis - Deceuninck-Quick Step - EF Pro Cycling - Groupama-FDJ - Israel Start-Up Nation - Lotto Soudal - NTT Pro Cycling - Team Sunweb - Trek-Segafredo Equipes ProTeam (5)- Total Direct Énergie - Arkéa-Samsic - Nippo Delko One Provence - B&B Hotels-Vital Concept p/b KTM - Circus-Wanty Gobert |
| |

## Percorrido
A Paris-Nice dispunha de oito etapas dividas em três etapas planas, duas em media montanha, duas etapas de montanha e uma contrarrelógio individual para um percurso total de 1215,6 quilómetros.
| Etapa | Data    | Percurso                                    | type                      | Distância (km) | Vencedor              | Líder geral           |
| ----- | ------- | ------------------------------------------- | ------------------------- | -------------- | --------------------- | --------------------- |
| 1     | 8 mar.  | Plaisir – Plaisir                           | etapa escarpada           | 154            | Maximilian Schachmann | Maximilian Schachmann |
| 2     | 9 mar.  | Chevreuse – Châlette-sur-Loing              | etapa plana               | 166,5          | Giacomo Nizzolo       | Maximilian Schachmann |
| 3     | 10 mar. | Châlette-sur-Loing – Châtre                 | etapa plana               | 212,5          | Iván García Cortina   | Maximilian Schachmann |
| 4     | 11 mar. | Saint-Amand-Montrond – Saint-Amand-Montrond | contrarrelógio individual | 15,1           | Søren Kragh Andersen  | Maximilian Schachmann |
| 5     | 12 mar. | Gannat – La Côte-Saint-André                | etapa plana               | 227            | Niccolò Bonifazio     | Maximilian Schachmann |
| 6     | 13 mar. | Sorgues – Apt                               | média montanha            | 160,5          | Tiesj Benoot          | Maximilian Schachmann |
| 7     | 14 mar. | Nice – Valdeblore                           | alta montanha             | 166,5          | Nairo Quintana        | Maximilian Schachmann |
| 8     | 15 mar. | Nice – Nice                                 | alta montanha             | 113,5          | cancelamento da etapa | cancelamento da etapa |

## Desenvolvimento da carreira

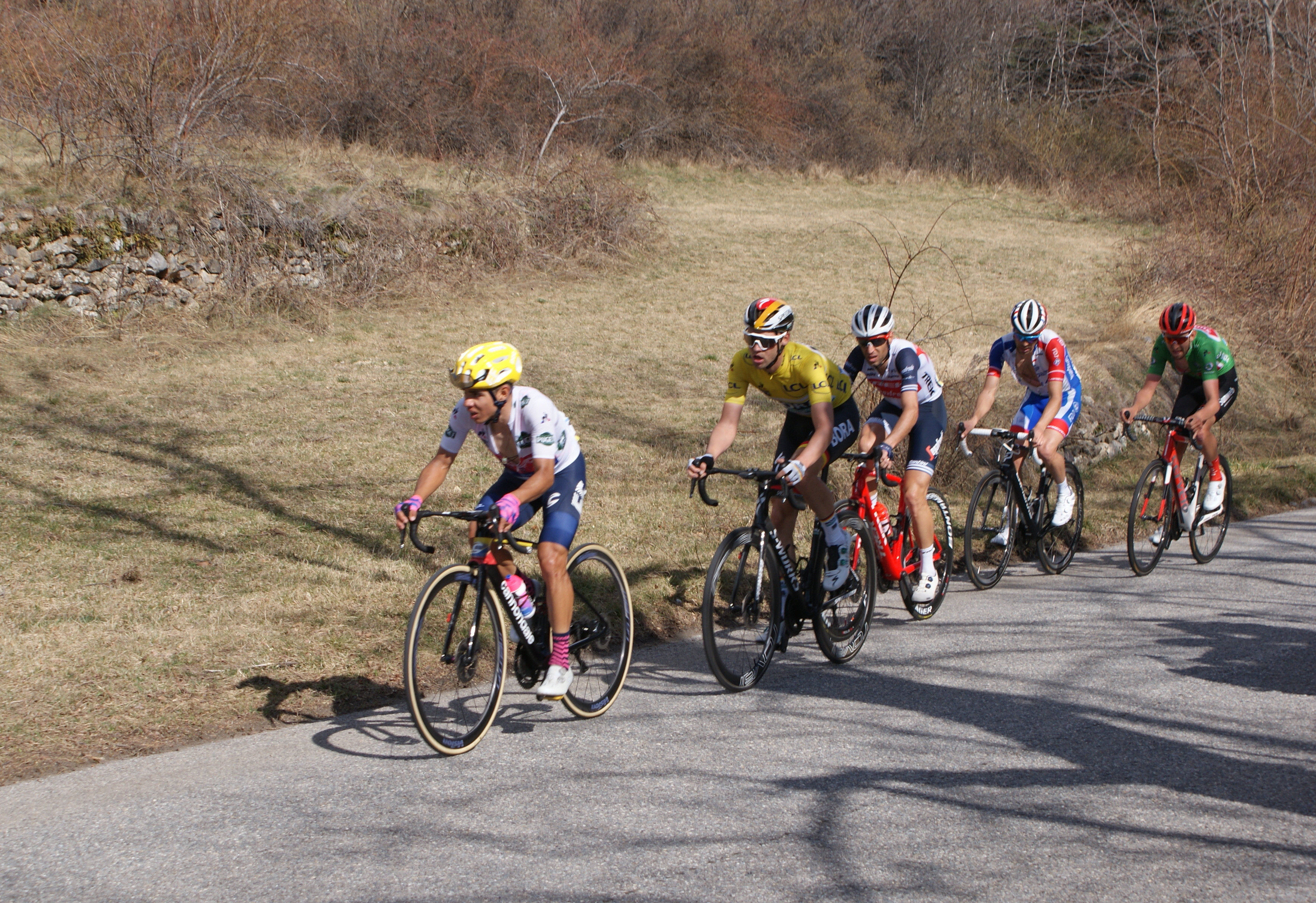
Disputa da sétima etapa do Paris-Nice de 2020

### 1.ª etapa
| Plaisir - Plaisir | etapa escarpada | (154 km) |

| \| Classificação por etapas \| Classificação por etapas \| Classificação por etapas \| Classificação por etapas \| Classificação por etapas \| \| Ciclista \| Ciclista \| Equipe \| Tempo \| \| \| ------------------------ \| ------------------------ \| ------------------------ \| ------------------------ \| ------------------------ \| \| 1. \| Maximilian Schachmann \| Bora-Hansgrohe \| 3h32m19s \| \| \| 2. \| Dylan Teuns \| Bahrain McLaren \| + 0s \| \| \| 3. \| Tiesj Benoot \| Team Sunweb \| + 0s \| \| \| 4. \| Julian Alaphilippe \| Deceuninck-Quick Step \| + 3s \| \| \| 5. \| Cees Bol \| Team Sunweb \| + 15s \| \| \| 6. \| Nils Politt \| Israel Start-Up Nation \| + 15s \| \| \| 7. \| Giacomo Nizzolo \| NTT Pro Cycling \| + 15s \| \| \| 8. \| Sergio Higuita \| EF Pro Cycling \| + 15s \| \| \| 9. \| Felix Großschartner \| Bora-Hansgrohe \| + 15s \| \| \| 10. \| Yves Lampaert \| Deceuninck-Quick Step \| + 15s \| \| |                       |                        |          |
| |                       |                        |          |
| Fonte: ProCyclingStats |                       |                        |          |
| Classificação por etapas |                       |                        |          |
| Ciclista | Ciclista              | Equipe                 | Tempo    |
| 1. | Maximilian Schachmann | Bora-Hansgrohe         | 3h32m19s |
| 2. | Dylan Teuns           | Bahrain McLaren        | + 0s     |
| 3. | Tiesj Benoot          | Team Sunweb            | + 0s     |
| 4. | Julian Alaphilippe    | Deceuninck-Quick Step  | + 3s     |
| 5. | Cees Bol              | Team Sunweb            | + 15s    |
| 6. | Nils Politt           | Israel Start-Up Nation | + 15s    |
| 7. | Giacomo Nizzolo       | NTT Pro Cycling        | + 15s    |
| 8. | Sergio Higuita        | EF Pro Cycling         | + 15s    |
| 9. | Felix Großschartner   | Bora-Hansgrohe         | + 15s    |
| 10. | Yves Lampaert         | Deceuninck-Quick Step  | + 15s    |

| \| Classificação geral \| Classificação geral \| Classificação geral \| Classificação geral \| Classificação geral \| \| Ciclista \| Ciclista \| Equipe \| Tempo \| \| \| ------------------- \| --------------------- \| ---------------------- \| ------------------- \| ------------------- \| \| 1. \| Maximilian Schachmann \| Bora-Hansgrohe \| 3h32m09s \| \| \| 2. \| Tiesj Benoot \| Team Sunweb \| + 2s \| \| \| 3. \| Dylan Teuns \| Bahrain McLaren \| + 4s \| \| \| 4. \| Julian Alaphilippe \| Deceuninck-Quick Step \| + 7s \| \| \| 5. \| Pello Bilbao \| Bahrain McLaren \| + 24s \| \| \| 6. \| Rudy Molard \| Groupama-FDJ \| + 24s \| \| \| 7. \| Cees Bol \| Team Sunweb \| + 25s \| \| \| 8. \| Nils Politt \| Israel Start-Up Nation \| + 25s \| \| \| 9. \| Giacomo Nizzolo \| NTT Pro Cycling \| + 25s \| \| \| 10. \| Sergio Higuita \| EF Pro Cycling \| + 25s \| \| |                       |                        |          |
| |                       |                        |          |
| Fonte: ProCyclingStats |                       |                        |          |
| Classificação geral |                       |                        |          |
| Ciclista | Ciclista              | Equipe                 | Tempo    |
| 1. | Maximilian Schachmann | Bora-Hansgrohe         | 3h32m09s |
| 2. | Tiesj Benoot          | Team Sunweb            | + 2s     |
| 3. | Dylan Teuns           | Bahrain McLaren        | + 4s     |
| 4. | Julian Alaphilippe    | Deceuninck-Quick Step  | + 7s     |
| 5. | Pello Bilbao          | Bahrain McLaren        | + 24s    |
| 6. | Rudy Molard           | Groupama-FDJ           | + 24s    |
| 7. | Cees Bol              | Team Sunweb            | + 25s    |
| 8. | Nils Politt           | Israel Start-Up Nation | + 25s    |
| 9. | Giacomo Nizzolo       | NTT Pro Cycling        | + 25s    |
| 10. | Sergio Higuita        | EF Pro Cycling         | + 25s    |

### 2.ª etapa
| Chevreuse - Châlette-sur-Loing | etapa plana | (166,5 km) |

| \| Classificação por etapas \| Classificação por etapas \| Classificação por etapas \| Classificação por etapas \| Classificação por etapas \| \| Ciclista \| Ciclista \| Equipe \| Tempo \| \| \| ------------------------ \| ------------------------ \| ------------------------ \| ------------------------ \| ------------------------ \| \| 1. \| Giacomo Nizzolo \| NTT Pro Cycling \| 3h49m57s \| \| \| 2. \| Pascal Ackermann \| Bora-Hansgrohe \| + 0s \| \| \| 3. \| Jasper Stuyven \| Trek-Segafredo \| + 0s \| \| \| 4. \| Nils Politt \| Israel Start-Up Nation \| + 0s \| \| \| 5. \| Sergio Higuita \| EF Pro Cycling \| + 0s \| \| \| 6. \| Mads Würtz \| Israel Start-Up Nation \| + 0s \| \| \| 7. \| Vincenzo Nibali \| Trek-Segafredo \| + 3s \| \| \| 8. \| Maximilian Schachmann \| Bora-Hansgrohe \| + 3s \| \| \| 9. \| Felix Großschartner \| Bora-Hansgrohe \| + 3s \| \| \| 10. \| Krists Neilands \| Israel Start-Up Nation \| + 3s \| \| |                       |                        |          |
| |                       |                        |          |
| Fonte: ProCyclingStats |                       |                        |          |
| Classificação por etapas |                       |                        |          |
| Ciclista | Ciclista              | Equipe                 | Tempo    |
| 1. | Giacomo Nizzolo       | NTT Pro Cycling        | 3h49m57s |
| 2. | Pascal Ackermann      | Bora-Hansgrohe         | + 0s     |
| 3. | Jasper Stuyven        | Trek-Segafredo         | + 0s     |
| 4. | Nils Politt           | Israel Start-Up Nation | + 0s     |
| 5. | Sergio Higuita        | EF Pro Cycling         | + 0s     |
| 6. | Mads Würtz            | Israel Start-Up Nation | + 0s     |
| 7. | Vincenzo Nibali       | Trek-Segafredo         | + 3s     |
| 8. | Maximilian Schachmann | Bora-Hansgrohe         | + 3s     |
| 9. | Felix Großschartner   | Bora-Hansgrohe         | + 3s     |
| 10. | Krists Neilands       | Israel Start-Up Nation | + 3s     |

| \| Classificação geral \| Classificação geral \| Classificação geral \| Classificação geral \| Classificação geral \| \| Ciclista \| Ciclista \| Equipe \| Tempo \| \| \| ------------------- \| --------------------- \| ---------------------- \| ------------------- \| ------------------- \| \| 1. \| Maximilian Schachmann \| Bora-Hansgrohe \| 7h22m06s \| \| \| 2. \| Giacomo Nizzolo \| NTT Pro Cycling \| + 15s \| \| \| 3. \| Jasper Stuyven \| Trek-Segafredo \| + 21s \| \| \| 4. \| Sergio Higuita \| EF Pro Cycling \| + 23s \| \| \| 5. \| Nils Politt \| Israel Start-Up Nation \| + 25s \| \| \| 6. \| Mads Würtz \| Israel Start-Up Nation \| + 25s \| \| \| 7. \| Felix Großschartner \| Bora-Hansgrohe \| + 28s \| \| \| 8. \| Krists Neilands \| Israel Start-Up Nation \| + 28s \| \| \| 9. \| Vincenzo Nibali \| Trek-Segafredo \| + 28s \| \| \| 10. \| Tiesj Benoot \| Team Sunweb \| + 38s \| \| |                       |                        |          |
| |                       |                        |          |
| Fonte: ProCyclingStats |                       |                        |          |
| Classificação geral |                       |                        |          |
| Ciclista | Ciclista              | Equipe                 | Tempo    |
| 1. | Maximilian Schachmann | Bora-Hansgrohe         | 7h22m06s |
| 2. | Giacomo Nizzolo       | NTT Pro Cycling        | + 15s    |
| 3. | Jasper Stuyven        | Trek-Segafredo         | + 21s    |
| 4. | Sergio Higuita        | EF Pro Cycling         | + 23s    |
| 5. | Nils Politt           | Israel Start-Up Nation | + 25s    |
| 6. | Mads Würtz            | Israel Start-Up Nation | + 25s    |
| 7. | Felix Großschartner   | Bora-Hansgrohe         | + 28s    |
| 8. | Krists Neilands       | Israel Start-Up Nation | + 28s    |
| 9. | Vincenzo Nibali       | Trek-Segafredo         | + 28s    |
| 10. | Tiesj Benoot          | Team Sunweb            | + 38s    |

### 3.ª etapa
| Châlette-sur-Loing - Châtre | etapa plana | (212,5 km) |

| \| Classificação por etapas \| Classificação por etapas \| Classificação por etapas \| Classificação por etapas \| Classificação por etapas \| \| Ciclista \| Ciclista \| Equipe \| Tempo \| \| \| ------------------------ \| ------------------------ \| ------------------------ \| ------------------------ \| ------------------------ \| \| 1. \| Iván García Cortina \| Bahrain McLaren \| 5h49m55s \| \| \| 2. \| Peter Sagan \| Bora-Hansgrohe \| + 0s \| \| \| 3. \| Andrea Pasqualon \| Circus-Wanty Gobert \| + 0s \| \| \| 4. \| Cees Bol \| Team Sunweb \| + 0s \| \| \| 5. \| Nacer Bouhanni \| Arkéa-Samsic \| + 0s \| \| \| 6. \| Rudy Barbier \| Israel Start-Up Nation \| + 0s \| \| \| 7. \| Anthony Turgis \| Total Direct Énergie \| + 0s \| \| \| 8. \| Giacomo Nizzolo \| NTT Pro Cycling \| + 0s \| \| \| 9. \| Mads Würtz \| Israel Start-Up Nation \| + 0s \| \| \| 10. \| Oliver Naesen \| AG2R La Mondiale \| + 0s \| \| |                     |                        |          |
| |                     |                        |          |
| Fonte: ProCyclingStats |                     |                        |          |
| Classificação por etapas |                     |                        |          |
| Ciclista | Ciclista            | Equipe                 | Tempo    |
| 1. | Iván García Cortina | Bahrain McLaren        | 5h49m55s |
| 2. | Peter Sagan         | Bora-Hansgrohe         | + 0s     |
| 3. | Andrea Pasqualon    | Circus-Wanty Gobert    | + 0s     |
| 4. | Cees Bol            | Team Sunweb            | + 0s     |
| 5. | Nacer Bouhanni      | Arkéa-Samsic           | + 0s     |
| 6. | Rudy Barbier        | Israel Start-Up Nation | + 0s     |
| 7. | Anthony Turgis      | Total Direct Énergie   | + 0s     |
| 8. | Giacomo Nizzolo     | NTT Pro Cycling        | + 0s     |
| 9. | Mads Würtz          | Israel Start-Up Nation | + 0s     |
| 10. | Oliver Naesen       | AG2R La Mondiale       | + 0s     |

| \| Classificação geral \| Classificação geral \| Classificação geral \| Classificação geral \| Classificação geral \| \| Ciclista \| Ciclista \| Equipe \| Tempo \| \| \| ------------------- \| --------------------- \| ---------------------- \| ------------------- \| ------------------- \| \| 1. \| Maximilian Schachmann \| Bora-Hansgrohe \| 13h12m01s \| \| \| 2. \| Giacomo Nizzolo \| NTT Pro Cycling \| + 13s \| \| \| 3. \| Jasper Stuyven \| Trek-Segafredo \| + 24s \| \| \| 4. \| Mads Würtz \| Israel Start-Up Nation \| + 25s \| \| \| 5. \| Sergio Higuita \| EF Pro Cycling \| + 26s \| \| \| 6. \| Nils Politt \| Israel Start-Up Nation \| + 28s \| \| \| 7. \| Krists Neilands \| Israel Start-Up Nation \| + 28s \| \| \| 8. \| Felix Großschartner \| Bora-Hansgrohe \| + 31s \| \| \| 9. \| Vincenzo Nibali \| Trek-Segafredo \| + 31s \| \| \| 10. \| Peter Sagan \| Bora-Hansgrohe \| + 36s \| \| |                       |                        |           |
| |                       |                        |           |
| Fonte: ProCyclingStats |                       |                        |           |
| Classificação geral |                       |                        |           |
| Ciclista | Ciclista              | Equipe                 | Tempo     |
| 1. | Maximilian Schachmann | Bora-Hansgrohe         | 13h12m01s |
| 2. | Giacomo Nizzolo       | NTT Pro Cycling        | + 13s     |
| 3. | Jasper Stuyven        | Trek-Segafredo         | + 24s     |
| 4. | Mads Würtz            | Israel Start-Up Nation | + 25s     |
| 5. | Sergio Higuita        | EF Pro Cycling         | + 26s     |
| 6. | Nils Politt           | Israel Start-Up Nation | + 28s     |
| 7. | Krists Neilands       | Israel Start-Up Nation | + 28s     |
| 8. | Felix Großschartner   | Bora-Hansgrohe         | + 31s     |
| 9. | Vincenzo Nibali       | Trek-Segafredo         | + 31s     |
| 10. | Peter Sagan           | Bora-Hansgrohe         | + 36s     |

### 4.ª etapa
| Saint-Amand-Montrond - Saint-Amand-Montrond | contrarrelógio individual | (15,1 km) |

| \| Classificação por etapas \| Classificação por etapas \| Classificação por etapas \| Classificação por etapas \| Classificação por etapas \| \| Ciclista \| Ciclista \| Equipe \| Tempo \| \| \| ------------------------ \| ------------------------ \| ------------------------ \| ------------------------ \| ------------------------ \| \| 1. \| Søren Kragh Andersen \| Team Sunweb \| 18m51s \| \| \| 2. \| Maximilian Schachmann \| Bora-Hansgrohe \| + 6s \| \| \| 3. \| Kasper Asgreen \| Deceuninck-Quick Step \| + 12s \| \| \| 4. \| Thomas De Gendt \| Lotto-Soudal \| + 13s \| \| \| 5. \| Pello Bilbao \| Bahrain McLaren \| + 15s \| \| \| 6. \| Victor Campenaerts \| NTT Pro Cycling \| + 17s \| \| \| 7. \| Michael Matthews \| Team Sunweb \| + 18s \| \| \| 8. \| Stefan Küng \| Groupama-FDJ \| + 26s \| \| \| 9. \| Tobias Ludvigsson \| Groupama-FDJ \| + 27s \| \| \| 10. \| Lawson Craddock \| EF Pro Cycling \| + 29s \| \| |                       |                       |        |
| |                       |                       |        |
| Fonte: ProCyclingStats |                       |                       |        |
| Classificação por etapas |                       |                       |        |
| Ciclista | Ciclista              | Equipe                | Tempo  |
| 1. | Søren Kragh Andersen  | Team Sunweb           | 18m51s |
| 2. | Maximilian Schachmann | Bora-Hansgrohe        | + 6s   |
| 3. | Kasper Asgreen        | Deceuninck-Quick Step | + 12s  |
| 4. | Thomas De Gendt       | Lotto-Soudal          | + 13s  |
| 5. | Pello Bilbao          | Bahrain McLaren       | + 15s  |
| 6. | Victor Campenaerts    | NTT Pro Cycling       | + 17s  |
| 7. | Michael Matthews      | Team Sunweb           | + 18s  |
| 8. | Stefan Küng           | Groupama-FDJ          | + 26s  |
| 9. | Tobias Ludvigsson     | Groupama-FDJ          | + 27s  |
| 10. | Lawson Craddock       | EF Pro Cycling        | + 29s  |

| \| Classificação geral \| Classificação geral \| Classificação geral \| Classificação geral \| Classificação geral \| \| Ciclista \| Ciclista \| Equipe \| Tempo \| \| \| ------------------- \| --------------------- \| ---------------------- \| ------------------- \| ------------------- \| \| 1. \| Maximilian Schachmann \| Bora-Hansgrohe \| 13h30m58s \| \| \| 2. \| Søren Kragh Andersen \| Team Sunweb \| + 58s \| \| \| 3. \| Felix Großschartner \| Bora-Hansgrohe \| + 1m01s \| \| \| 4. \| Nils Politt \| Israel Start-Up Nation \| + 1m05s \| \| \| 5. \| Sergio Higuita \| EF Pro Cycling \| + 1m06s \| \| \| 6. \| Dylan Teuns \| Bahrain McLaren \| + 1m10s \| \| \| 7. \| Tiesj Benoot \| Team Sunweb \| + 1m11s \| \| \| 8. \| Mads Würtz \| Israel Start-Up Nation \| + 1m11s \| \| \| 9. \| Giacomo Nizzolo \| NTT Pro Cycling \| + 1m15s \| \| \| 10. \| Michael Matthews \| Team Sunweb \| + 1m16s \| \| |                       |                        |           |
| |                       |                        |           |
| Fonte: ProCyclingStats |                       |                        |           |
| Classificação geral |                       |                        |           |
| Ciclista | Ciclista              | Equipe                 | Tempo     |
| 1. | Maximilian Schachmann | Bora-Hansgrohe         | 13h30m58s |
| 2. | Søren Kragh Andersen  | Team Sunweb            | + 58s     |
| 3. | Felix Großschartner   | Bora-Hansgrohe         | + 1m01s   |
| 4. | Nils Politt           | Israel Start-Up Nation | + 1m05s   |
| 5. | Sergio Higuita        | EF Pro Cycling         | + 1m06s   |
| 6. | Dylan Teuns           | Bahrain McLaren        | + 1m10s   |
| 7. | Tiesj Benoot          | Team Sunweb            | + 1m11s   |
| 8. | Mads Würtz            | Israel Start-Up Nation | + 1m11s   |
| 9. | Giacomo Nizzolo       | NTT Pro Cycling        | + 1m15s   |
| 10. | Michael Matthews      | Team Sunweb            | + 1m16s   |

### 5.ª etapa
| Gannat - La Côte-Saint-André | etapa plana | (227 km) |

| \| Classificação por etapas \| Classificação por etapas \| Classificação por etapas \| Classificação por etapas \| Classificação por etapas \| \| Ciclista \| Ciclista \| Equipe \| Tempo \| \| \| ------------------------ \| ------------------------ \| -------------------------------- \| ------------------------ \| ------------------------ \| \| 1. \| Niccolò Bonifazio \| Total Direct Énergie \| 5h18m02s \| \| \| 2. \| Iván García Cortina \| Bahrain McLaren \| + 0s \| \| \| 3. \| Peter Sagan \| Bora-Hansgrohe \| + 0s \| \| \| 4. \| Nacer Bouhanni \| Arkéa-Samsic \| + 0s \| \| \| 5. \| Hugo Hofstetter \| Israel Start-Up Nation \| + 0s \| \| \| 6. \| Andrea Pasqualon \| Circus-Wanty Gobert \| + 0s \| \| \| 7. \| John Degenkolb \| Lotto-Soudal \| + 0s \| \| \| 8. \| Elia Viviani \| Cofidis \| + 0s \| \| \| 9. \| Bryan Coquard \| B&B Hotels-Vital Concept p/b KTM \| + 0s \| \| \| 10. \| Marc Sarreau \| Groupama-FDJ \| + 0s \| \| |                     |                                  |          |
| |                     |                                  |          |
| Fonte: ProCyclingStats |                     |                                  |          |
| Classificação por etapas |                     |                                  |          |
| Ciclista | Ciclista            | Equipe                           | Tempo    |
| 1. | Niccolò Bonifazio   | Total Direct Énergie             | 5h18m02s |
| 2. | Iván García Cortina | Bahrain McLaren                  | + 0s     |
| 3. | Peter Sagan         | Bora-Hansgrohe                   | + 0s     |
| 4. | Nacer Bouhanni      | Arkéa-Samsic                     | + 0s     |
| 5. | Hugo Hofstetter     | Israel Start-Up Nation           | + 0s     |
| 6. | Andrea Pasqualon    | Circus-Wanty Gobert              | + 0s     |
| 7. | John Degenkolb      | Lotto-Soudal                     | + 0s     |
| 8. | Elia Viviani        | Cofidis                          | + 0s     |
| 9. | Bryan Coquard       | B&B Hotels-Vital Concept p/b KTM | + 0s     |
| 10. | Marc Sarreau        | Groupama-FDJ                     | + 0s     |

| \| Classificação geral \| Classificação geral \| Classificação geral \| Classificação geral \| Classificação geral \| \| Ciclista \| Ciclista \| Equipe \| Tempo \| \| \| ------------------- \| --------------------- \| ---------------------- \| ------------------- \| ------------------- \| \| 1. \| Maximilian Schachmann \| Bora-Hansgrohe \| 18h49m00s \| \| \| 2. \| Søren Kragh Andersen \| Team Sunweb \| + 58s \| \| \| 3. \| Felix Großschartner \| Bora-Hansgrohe \| + 1m01s \| \| \| 4. \| Nils Politt \| Israel Start-Up Nation \| + 1m05s \| \| \| 5. \| Sergio Higuita \| EF Pro Cycling \| + 1m06s \| \| \| 6. \| Dylan Teuns \| Bahrain McLaren \| + 1m09s \| \| \| 7. \| Tiesj Benoot \| Team Sunweb \| + 1m11s \| \| \| 8. \| Mads Würtz \| Israel Start-Up Nation \| + 1m11s \| \| \| 9. \| Giacomo Nizzolo \| NTT Pro Cycling \| + 1m15s \| \| \| 10. \| Michael Matthews \| Team Sunweb \| + 1m16s \| \| |                       |                        |           |
| |                       |                        |           |
| Fonte: ProCyclingStats |                       |                        |           |
| Classificação geral |                       |                        |           |
| Ciclista | Ciclista              | Equipe                 | Tempo     |
| 1. | Maximilian Schachmann | Bora-Hansgrohe         | 18h49m00s |
| 2. | Søren Kragh Andersen  | Team Sunweb            | + 58s     |
| 3. | Felix Großschartner   | Bora-Hansgrohe         | + 1m01s   |
| 4. | Nils Politt           | Israel Start-Up Nation | + 1m05s   |
| 5. | Sergio Higuita        | EF Pro Cycling         | + 1m06s   |
| 6. | Dylan Teuns           | Bahrain McLaren        | + 1m09s   |
| 7. | Tiesj Benoot          | Team Sunweb            | + 1m11s   |
| 8. | Mads Würtz            | Israel Start-Up Nation | + 1m11s   |
| 9. | Giacomo Nizzolo       | NTT Pro Cycling        | + 1m15s   |
| 10. | Michael Matthews      | Team Sunweb            | + 1m16s   |

### 6.ª etapa
| Sorgues - Apt | média montanha | (160,5 km) |

| \| Classificação por etapas \| Classificação por etapas \| Classificação por etapas \| Classificação por etapas \| Classificação por etapas \| \| Ciclista \| Ciclista \| Equipe \| Tempo \| \| \| ------------------------ \| ------------------------ \| ------------------------ \| ------------------------ \| ------------------------ \| \| 1. \| Tiesj Benoot \| Team Sunweb \| 3h57m02s \| \| \| 2. \| Michael Matthews \| Team Sunweb \| + 22s \| \| \| 3. \| Sergio Higuita \| EF Pro Cycling \| + 22s \| \| \| 4. \| Bob Jungels \| Deceuninck-Quick Step \| + 22s \| \| \| 5. \| Julian Alaphilippe \| Deceuninck-Quick Step \| + 22s \| \| \| 6. \| Vincenzo Nibali \| Trek-Segafredo \| + 22s \| \| \| 7. \| Thibaut Pinot \| Groupama-FDJ \| + 22s \| \| \| 8. \| Guillaume Martin \| Cofidis \| + 22s \| \| \| 9. \| Rudy Molard \| Groupama-FDJ \| + 22s \| \| \| 10. \| Nairo Quintana \| Arkéa-Samsic \| + 22s \| \| |                    |                       |          |
| |                    |                       |          |
| Fonte: ProCyclingStats |                    |                       |          |
| Classificação por etapas |                    |                       |          |
| Ciclista | Ciclista           | Equipe                | Tempo    |
| 1. | Tiesj Benoot       | Team Sunweb           | 3h57m02s |
| 2. | Michael Matthews   | Team Sunweb           | + 22s    |
| 3. | Sergio Higuita     | EF Pro Cycling        | + 22s    |
| 4. | Bob Jungels        | Deceuninck-Quick Step | + 22s    |
| 5. | Julian Alaphilippe | Deceuninck-Quick Step | + 22s    |
| 6. | Vincenzo Nibali    | Trek-Segafredo        | + 22s    |
| 7. | Thibaut Pinot      | Groupama-FDJ          | + 22s    |
| 8. | Guillaume Martin   | Cofidis               | + 22s    |
| 9. | Rudy Molard        | Groupama-FDJ          | + 22s    |
| 10. | Nairo Quintana     | Arkéa-Samsic          | + 22s    |

| \| Classificação geral \| Classificação geral \| Classificação geral \| Classificação geral \| Classificação geral \| \| Ciclista \| Ciclista \| Equipe \| Tempo \| \| \| ------------------- \| --------------------- \| --------------------- \| ------------------- \| ------------------- \| \| 1. \| Maximilian Schachmann \| Bora-Hansgrohe \| 22h46m24s \| \| \| 2. \| Tiesj Benoot \| Team Sunweb \| + 36s \| \| \| 3. \| Sergio Higuita \| EF Pro Cycling \| + 1m06s \| \| \| 4. \| Felix Großschartner \| Bora-Hansgrohe \| + 1m06s \| \| \| 5. \| Michael Matthews \| Team Sunweb \| + 1m10s \| \| \| 6. \| Vincenzo Nibali \| Trek-Segafredo \| + 1m18s \| \| \| 7. \| Rudy Molard \| Groupama-FDJ \| + 1m29s \| \| \| 8. \| Thibaut Pinot \| Groupama-FDJ \| + 1m30s \| \| \| 9. \| Tanel Kangert \| EF Pro Cycling \| + 1m52s \| \| \| 10. \| Julian Alaphilippe \| Deceuninck-Quick Step \| + 2m04s \| \| |                       |                       |           |
| |                       |                       |           |
| Fonte: ProCyclingStats |                       |                       |           |
| Classificação geral |                       |                       |           |
| Ciclista | Ciclista              | Equipe                | Tempo     |
| 1. | Maximilian Schachmann | Bora-Hansgrohe        | 22h46m24s |
| 2. | Tiesj Benoot          | Team Sunweb           | + 36s     |
| 3. | Sergio Higuita        | EF Pro Cycling        | + 1m06s   |
| 4. | Felix Großschartner   | Bora-Hansgrohe        | + 1m06s   |
| 5. | Michael Matthews      | Team Sunweb           | + 1m10s   |
| 6. | Vincenzo Nibali       | Trek-Segafredo        | + 1m18s   |
| 7. | Rudy Molard           | Groupama-FDJ          | + 1m29s   |
| 8. | Thibaut Pinot         | Groupama-FDJ          | + 1m30s   |
| 9. | Tanel Kangert         | EF Pro Cycling        | + 1m52s   |
| 10. | Julian Alaphilippe    | Deceuninck-Quick Step | + 2m04s   |

### 7.ª etapa
| Nice - Valdeblore | alta montanha | (166,5 km) |

| \| Classificação por etapas \| Classificação por etapas \| Classificação por etapas \| Classificação por etapas \| Classificação por etapas \| \| Ciclista \| Ciclista \| Equipe \| Tempo \| \| \| ------------------------ \| ------------------------ \| ------------------------ \| ------------------------ \| ------------------------ \| \| 1. \| Nairo Quintana \| Arkéa-Samsic \| 4h27m01s \| \| \| 2. \| Tiesj Benoot \| Team Sunweb \| + 46s \| \| \| 3. \| Thibaut Pinot \| Groupama-FDJ \| + 56s \| \| \| 4. \| Sergio Higuita \| EF Pro Cycling \| + 56s \| \| \| 5. \| Vincenzo Nibali \| Trek-Segafredo \| + 56s \| \| \| 6. \| Maximilian Schachmann \| Bora-Hansgrohe \| + 58s \| \| \| 7. \| Guillaume Martin \| Cofidis \| + 1m19s \| \| \| 8. \| Tanel Kangert \| EF Pro Cycling \| + 1m22s \| \| \| 9. \| Romain Bardet \| AG2R La Mondiale \| + 1m32s \| \| \| 10. \| Rudy Molard \| Groupama-FDJ \| + 1m32s \| \| |                       |                  |          |
| |                       |                  |          |
| Fonte: ProCyclingStats |                       |                  |          |
| Classificação por etapas |                       |                  |          |
| Ciclista | Ciclista              | Equipe           | Tempo    |
| 1. | Nairo Quintana        | Arkéa-Samsic     | 4h27m01s |
| 2. | Tiesj Benoot          | Team Sunweb      | + 46s    |
| 3. | Thibaut Pinot         | Groupama-FDJ     | + 56s    |
| 4. | Sergio Higuita        | EF Pro Cycling   | + 56s    |
| 5. | Vincenzo Nibali       | Trek-Segafredo   | + 56s    |
| 6. | Maximilian Schachmann | Bora-Hansgrohe   | + 58s    |
| 7. | Guillaume Martin      | Cofidis          | + 1m19s  |
| 8. | Tanel Kangert         | EF Pro Cycling   | + 1m22s  |
| 9. | Romain Bardet         | AG2R La Mondiale | + 1m32s  |
| 10. | Rudy Molard           | Groupama-FDJ     | + 1m32s  |

## Classificações finais
- As classificações finalizaram da seguinte forma:[6]

### Classificação geral
| \| Classificação geral \| Classificação geral \| Classificação geral \| Classificação geral \| Classificação geral \| \| Ciclista \| Ciclista \| Equipe \| Tempo \| \| \| ------------------- \| --------------------- \| ------------------- \| ------------------- \| ------------------- \| \| 1. \| Maximilian Schachmann \| Bora-Hansgrohe \| 27h14m23s \| \| \| 2. \| Tiesj Benoot \| Team Sunweb \| + 18s \| \| \| 3. \| Sergio Higuita \| EF Pro Cycling \| + 59s \| \| \| 4. \| Vincenzo Nibali \| Trek-Segafredo \| + 1m16s \| \| \| 5. \| Thibaut Pinot \| Groupama-FDJ \| + 1m24s \| \| \| 6. \| Nairo Quintana \| Arkéa-Samsic \| + 1m30s \| \| \| 7. \| Rudy Molard \| Groupama-FDJ \| + 2m03s \| \| \| 8. \| Tanel Kangert \| EF Pro Cycling \| + 2m16s \| \| \| 9. \| Felix Großschartner \| Bora-Hansgrohe \| + 3m39s \| \| \| 10. \| Søren Kragh Andersen \| Team Sunweb \| + 4m36s \| \| |                       |                |           |
| |                       |                |           |
| Fonte: ProCyclingStats |                       |                |           |
| Classificação geral |                       |                |           |
| Ciclista | Ciclista              | Equipe         | Tempo     |
| 1. | Maximilian Schachmann | Bora-Hansgrohe | 27h14m23s |
| 2. | Tiesj Benoot          | Team Sunweb    | + 18s     |
| 3. | Sergio Higuita        | EF Pro Cycling | + 59s     |
| 4. | Vincenzo Nibali       | Trek-Segafredo | + 1m16s   |
| 5. | Thibaut Pinot         | Groupama-FDJ   | + 1m24s   |
| 6. | Nairo Quintana        | Arkéa-Samsic   | + 1m30s   |
| 7. | Rudy Molard           | Groupama-FDJ   | + 2m03s   |
| 8. | Tanel Kangert         | EF Pro Cycling | + 2m16s   |
| 9. | Felix Großschartner   | Bora-Hansgrohe | + 3m39s   |
| 10. | Søren Kragh Andersen  | Team Sunweb    | + 4m36s   |

### Classificação da montanha
| Classificação da montanha | Classificação da montanha | Classificação da montanha | Classificação da montanha | Classificação da montanha |
| Ciclista                  | Ciclista                  | Equipe                    | Pontos                    |                           |
| ------------------------- | ------------------------- | ------------------------- | ------------------------- | ------------------------- |
| 1.                        | Nicolas Edet              | Cofidis                   | 53 pts                    |                           |
| 2.                        | Tiesj Benoot              | Team Sunweb               | 19 pts                    |                           |
| 3.                        | Thomas De Gendt           | Lotto-Soudal              | 18 pts                    |                           |
| 4.                        | Julian Alaphilippe        | Deceuninck-Quick Step     | 16 pts                    |                           |
| 5.                        | Anthony Perez             | Cofidis                   | 15 pts                    |                           |
| 6.                        | Nairo Quintana            | Arkéa-Samsic              | 10 pts                    |                           |
| 7.                        | Søren Kragh Andersen      | Team Sunweb               | 8 pts                     |                           |
| 8.                        | José Manuel Díaz Gallego  | Nippo-Delko One Provence  | 7 pts                     |                           |
| 9.                        | Vincenzo Nibali           | Trek-Segafredo            | 6 pts                     |                           |
| 10.                       | Thibaut Pinot             | Groupama-FDJ              | 6 pts                     |                           |

### Classificação dos pontos
| Classificação por pontos | Classificação por pontos | Classificação por pontos | Classificação por pontos | Classificação por pontos |
| Ciclista                 | Ciclista                 | Equipe                   | Pontos                   |                          |
| ------------------------ | ------------------------ | ------------------------ | ------------------------ | ------------------------ |
| 1.                       | Tiesj Benoot             | Team Sunweb              | 43 pts                   |                          |
| 2.                       | Maximilian Schachmann    | Bora-Hansgrohe           | 38 pts                   |                          |
| 3.                       | Sergio Higuita           | EF Pro Cycling           | 28 pts                   |                          |
| 4.                       | Julian Alaphilippe       | Deceuninck-Quick Step    | 22 pts                   |                          |
| 5.                       | Nairo Quintana           | Arkéa-Samsic             | 16 pts                   |                          |
| 6.                       | Michael Matthews         | Team Sunweb              | 16 pts                   |                          |
| 7.                       | Søren Kragh Andersen     | Team Sunweb              | 15 pts                   |                          |
| 8.                       | Vincenzo Nibali          | Trek-Segafredo           | 15 pts                   |                          |
| 9.                       | Andrea Pasqualon         | Circus-Wanty Gobert      | 14 pts                   |                          |
| 10.                      | Thibaut Pinot            | Groupama-FDJ             | 13 pts                   |                          |

### Classificação dos jovens
| Classificação dos jovens | Classificação dos jovens | Classificação dos jovens         | Classificação dos jovens | Classificação dos jovens |
| Ciclista                 | Ciclista                 | Equipe                           | Tempo                    |                          |
| ------------------------ | ------------------------ | -------------------------------- | ------------------------ | ------------------------ |
| 1.                       | Sergio Higuita           | EF Pro Cycling                   | 27h15m22s                |                          |
| 2.                       | Aurélien Paret-Peintre   | AG2R La Mondiale                 | + 15m28s                 |                          |
| 3.                       | Kasper Asgreen           | Deceuninck-Quick Step            | + 25m57s                 |                          |
| 4.                       | Cees Bol                 | Team Sunweb                      | + 31m02s                 |                          |
| 5.                       | Connor Swift             | Arkéa-Samsic                     | + 38m48s                 |                          |
| 6.                       | José Manuel Díaz Gallego | Nippo-Delko One Provence         | + 39m14s                 |                          |
| 7.                       | Chris Hamilton           | Team Sunweb                      | + 43m02s                 |                          |
| 8.                       | Piet Allegaert           | Cofidis                          | + 50m56s                 |                          |
| 9.                       | Cyril Barthe             | B&B Hotels-Vital Concept p/b KTM | + 54m24s                 |                          |

### Classificação por equipas
| Classificação por equipes | Classificação por equipes | Classificação por equipes | Classificação por equipes |
| Equipe                    | Equipe                    | Tempo                     |                           |
| ------------------------- | ------------------------- | ------------------------- | ------------------------- |
| 1.                        | Team Sunweb               | 81h52m39s                 |                           |
| 2.                        | Groupama-FDJ              | + 3m25s                   |                           |
| 3.                        | Trek-Segafredo            | + 9m19s                   |                           |
| 4.                        | Lotto Soudal              | + 15m31s                  |                           |
| 5.                        | EF Pro Cycling            | + 19m17s                  |                           |
| 6.                        | Deceuninck-Quick Step     | + 21m06s                  |                           |
| 7.                        | Bora-Hansgrohe            | + 24m38s                  |                           |
| 8.                        | Circus-Wanty Gobert       | + 30m51s                  |                           |
| 9.                        | AG2R La Mondiale          | + 33m41s                  |                           |
| 10.                       | Arkéa-Samsic              | + 43m03s                  |                           |

## Evolução das classificações
| Etapa                 | Vencedor              | Classificação geral   | Classificação da montanha | Classificação dos pontos | Classificação dos jovens | Classificação por equipas |
| --------------------- | --------------------- | --------------------- | ------------------------- | ------------------------ | ------------------------ | ------------------------- |
| 1.ª                   | Maximilian Schachmann | Maximilian Schachmann | Jonathan Hivert           | Maximilian Schachmann    | Cees Bol                 | Sunweb                    |
| 2.ª                   | Giacomo Nizzolo       | Maximilian Schachmann | Jonathan Hivert           | Maximilian Schachmann    | Sergio Higuita           | Israel Start-Up Nation    |
| 3.ª                   | Iván García Cortina   | Maximilian Schachmann | Jonathan Hivert           | Giacomo Nizzolo          | Sergio Higuita           | Israel Start-Up Nation    |
| 4.ª                   | Søren Kragh Andersen  | Maximilian Schachmann | Jonathan Hivert           | Maximilian Schachmann    | Sergio Higuita           | Bora-Hansgrohe            |
| 5.ª                   | Niccolò Bonifazio     | Maximilian Schachmann | Jonathan Hivert           | Maximilian Schachmann    | Sergio Higuita           | Bora-Hansgrohe            |
| 6.ª                   | Tiesj Benoot          | Maximilian Schachmann | Nicolas Edet              | Maximilian Schachmann    | Sergio Higuita           | Sunweb                    |
| 7.ª                   | Nairo Quintana        | Maximilian Schachmann | Nicolas Edet              | Tiesj Benoot             | Sergio Higuita           | Sunweb                    |
| 8.ª                   | Etapa cancelada       | Etapa cancelada       | Etapa cancelada           | Etapa cancelada          | Etapa cancelada          | Etapa cancelada           |
| Classificações finais | Classificações finais | Maximilian Schachmann | Nicolas Edet              | Tiesj Benoot             | Sergio Higuita           | Sunweb                    |

## Ciclistas participantes e posições finais
| Trek-Segafredo TFS | Trek-Segafredo TFS            | Trek-Segafredo TFS |
| ------------------ | ----------------------------- | ------------------ |
| Num                | Ciclista                      | Pos                |
| 1                  | Richie Porte (AUS)            | 41.                |
| 2                  | Mads Pedersen (DEN) (estrada) | NP-7               |
| 3                  | Kenny Elissonde (FRA)         | 35.                |
| 4                  | Alex Kirsch (LUX)             | NP-7               |
| 5                  | Ryan Mullen (IRL)             | DNF-6              |
| 6                  | Vincenzo Nibali (ITA)         | 4.                 |
| 7                  | Jasper Stuyven (BEL)          | 13.                |
| 8                  | Edward Theuns (BEL)           | 53.                |

| Arkéa-Samsic ARK | Arkéa-Samsic ARK               | Arkéa-Samsic ARK |
| ---------------- | ------------------------------ | ---------------- |
| Num              | Ciclista                       | Pos              |
| 11               | Nairo Quintana (COL)           | 6.               |
| 12               | Winner Anacona (COL)           | 32.              |
| 13               | Warren Barguil (FRA) (estrada) | DQ-1             |
| 14               | Nacer Bouhanni (FRA)           | NP-7             |
| 15               | Daniel McLay (GBR)             | NP-7             |
| 16               | Dayer Quintana (COL)           | 51.              |
| 17               | Diego Rosa (ITA)               | DNF-5            |
| 18               | Connor Swift (GBR)             | 43.              |

| Groupama-FDJ GFC | Groupama-FDJ GFC        | Groupama-FDJ GFC |
| ---------------- | ----------------------- | ---------------- |
| Num              | Ciclista                | Pos              |
| 21               | Thibaut Pinot (FRA)     | 5.               |
| 22               | Antoine Duchesne (CAN)  | 46.              |
| 23               | Stefan Küng (SUI)       | 29.              |
| 24               | Mathieu Ladagnous (FRA) | 39.              |
| 25               | Olivier Le Gac (FRA)    | 18.              |
| 26               | Tobias Ludvigsson (SWE) | NP-7             |
| 27               | Rudy Molard (FRA)       | 7.               |
| 28               | Marc Sarreau (FRA)      | NP-7             |

| Bora-Hansgrohe BOH | Bora-Hansgrohe BOH                    | Bora-Hansgrohe BOH |
| ------------------ | ------------------------------------- | ------------------ |
| Num                | Ciclista                              | Pos                |
| 31                 | Peter Sagan (SVK)                     | NP-7               |
| 32                 | Pascal Ackermann (GER)                | DNF-5              |
| 33                 | Jean-Pierre Drucker (LUX)             | DNF-6              |
| 34                 | Felix Großschartner (AUT)             | 9.                 |
| 35                 | Patrick Konrad (AUT)                  | 34.                |
| 36                 | Juraj Sagan (SVK) (estrada)           | NP-7               |
| 37                 | Maximilian Schachmann (GER) (estrada) | 1.                 |
| 38                 | Michaek Schwarzmann (GER)             | NP-7               |

| Deceuninck-Quick Step DQT | Deceuninck-Quick Step DQT         | Deceuninck-Quick Step DQT |
| ------------------------- | --------------------------------- | ------------------------- |
| Num                       | Ciclista                          | Pos                       |
| 41                        | Julian Alaphilippe (FRA)          | 16.                       |
| 42                        | Kasper Asgreen (DEN)              | 30.                       |
| 43                        | Sam Bennett (IRL) (estrada)       | NP-4                      |
| 44                        | Tim Declercq (BEL)                | 31.                       |
| 45                        | Bob Jungels (LUX) (estrada e CRI) | 15.                       |
| 46                        | Yves Lampaert (BEL)               | NP-7                      |
| 47                        | Michael Mørkøv (DEN) (estrada)    | 52.                       |
| 48                        | Zdeněk Štybar (CZE)               | 20.                       |

| AG2R La Mondiale ALM | AG2R La Mondiale ALM         | AG2R La Mondiale ALM |
| -------------------- | ---------------------------- | -------------------- |
| Num                  | Ciclista                     | Pos                  |
| 51                   | Romain Bardet (FRA)          | 19.                  |
| 52                   | Mikaël Cherel (FRA)          | 28.                  |
| 53                   | Benoît Cosnefroy (FRA)       | NP-7                 |
| 54                   | Alexis Gougeard (FRA)        | NP-7                 |
| 55                   | Pierre Latour (FRA)          | NP-7                 |
| 56                   | Oliver Naesen (BEL)          | DNF-5                |
| 57                   | Aurélien Paret-Peintre (FRA) | 21.                  |
| 58                   | Nans Peters (FRA)            | NP-7                 |

| Lotto-Soudal LTS | Lotto-Soudal LTS       | Lotto-Soudal LTS |
| ---------------- | ---------------------- | ---------------- |
| Num              | Ciclista               | Pos              |
| 61               | Philippe Gilbert (BEL) | 14.              |
| 62               | Sander Armée (BEL)     | 60.              |
| 63               | Jasper De Buyst (BEL)  | NP-6             |
| 64               | Thomas De Gendt (BEL)  | 25.              |
| 65               | John Degenkolb (GER)   | 17.              |
| 66               | Caleb Ewan (AUS)       | NP-6             |
| 67               | Frederik Frison (BEL)  | NP-7             |
| 68               | Roger Kluge (GER)      | NP-7             |

| Cofidis COF | Cofidis COF                  | Cofidis COF |
| ----------- | ---------------------------- | ----------- |
| Num         | Ciclista                     | Pos         |
| 71          | Elia Viviani (ITA) (estrada) | NP-6        |
| 72          | Piet Allegaert (BEL)         | 54.         |
| 73          | Nicolas Edet (FRA)           | 48.         |
| 74          | Cyril Lemoine (FRA)          | NP-7        |
| 75          | Guillaume Martin (FRA)       | 12.         |
| 76          | Anthony Perez (FRA)          | 56.         |
| 77          | Damien Touzé (FRA)           | NP-7        |
| 78          | Julien Vermote (BEL)         | 42.         |

| Bahrain McLaren TBM | Bahrain McLaren TBM         | Bahrain McLaren TBM |
| ------------------- | --------------------------- | ------------------- |
| Num                 | Ciclista                    | Pos                 |
| 81                  | Dylan Teuns (BEL)           | NP-6                |
| 82                  | Pello Bilbao (ESP)          | NP-6                |
| 83                  | Damiano Caruso (ITA)        | NP-6                |
| 84                  | Iván García Cortina (ESP)   | NP-6                |
| 85                  | Heinrich Haussler (AUS)     | NP-6                |
| 86                  | Domen Novak (SLO) (estrada) | NP-6                |
| 87                  | Hermann Pernsteiner (AUT)   | NP-6                |
| 88                  | Jan Tratnik (SLO)           | NP-6                |

| Team Sunweb SUN | Team Sunweb SUN            | Team Sunweb SUN |
| --------------- | -------------------------- | --------------- |
| Num             | Ciclista                   | Pos             |
| 91              | Michael Matthews (AUS)     | 26.             |
| 92              | Nikias Arndt (GER)         | 23.             |
| 93              | Tiesj Benoot (BEL)         | 2.              |
| 94              | Cees Bol (NED)             | 38.             |
| 95              | Nico Denz (GER)            | 61.             |
| 96              | Nils Eekhoff (NED)         | DNF-6           |
| 97              | Chris Hamilton (AUS)       | 50.             |
| 98              | Søren Kragh Andersen (DEN) | 10.             |

| EF Pro Cycling EF1 | EF Pro Cycling EF1             | EF Pro Cycling EF1 |
| ------------------ | ------------------------------ | ------------------ |
| Num                | Ciclista                       | Pos                |
| 101                | Sergio Higuita (COL) (estrada) | 3.                 |
| 102                | Alberto Bettiol (ITA)          | 44.                |
| 103                | Lawson Craddock (USA)          | DNF-5              |
| 104                | Tanel Kangert (EST)            | 8.                 |
| 105                | Tom Scully (NZL)               | NP-7               |
| 106                | Tejay van Garderen (USA)       | DNF-5              |
| 107                | Sep Vanmarcke (BEL)            | NP-7               |
| 108                | Michael Woods (CAN)            | DNF-5              |

| Total Direct Énergie TDE | Total Direct Énergie TDE | Total Direct Énergie TDE |
| ------------------------ | ------------------------ | ------------------------ |
| Num                      | Ciclista                 | Pos                      |
| 111                      | Lilian Calmejane (FRA)   | NP-7                     |
| 112                      | Niccolò Bonifazio (ITA)  | DNF-6                    |
| 113                      | Jonathan Hivert (FRA)    | NP-7                     |
| 114                      | Adrien Petit (FRA)       | NP-7                     |
| 115                      | Julien Simon (FRA)       | DNF-6                    |
| 116                      | Niki Terpstra (NED)      | 58.                      |
| 117                      | Anthony Turgis (FRA)     | NP-7                     |
| 118                      | Dries Van Gestel (BEL)   | 59.                      |

| NTT Pro Cycling NTT | NTT Pro Cycling NTT      | NTT Pro Cycling NTT |
| ------------------- | ------------------------ | ------------------- |
| Num                 | Ciclista                 | Pos                 |
| 121                 | Giacomo Nizzolo (ITA)    | DNF-6               |
| 122                 | Victor Campenaerts (BEL) | NP-7                |
| 123                 | Ryan Gibbons (RSA)       | 47.                 |
| 124                 | Michael Gogl (AUT)       | NP-7                |
| 125                 | Michael Valgren (DEN)    | 27.                 |
| 126                 | Roman Kreuziger (CZE)    | 24.                 |
| 127                 | Ben O'Connor (AUS)       | NP-7                |
| 128                 | Max Walscheid (GER)      | NP-4                |

| Israel Start-Up Nation ISN | Israel Start-Up Nation ISN | Israel Start-Up Nation ISN |
| -------------------------- | -------------------------- | -------------------------- |
| Num                        | Ciclista                   | Pos                        |
| 131                        | Nils Politt (GER)          | NP-7                       |
| 132                        | Rudy Barbier (FRA)         | NP-6                       |
| 133                        | Jenthe Biermans (BEL)      | NP-7                       |
| 134                        | Guillaume Boivin (CAN)     | NP-4                       |
| 135                        | Hugo Hofstetter (FRA)      | DNF-6                      |
| 136                        | Krists Neilands (LAT)      | NP-6                       |
| 137                        | Mads Würtz (DEN)           | DNF-6                      |
| 138                        | Tom Van Asbroeck (BEL)     | NP-7                       |

| Nippo-Delko One Provence NDP | Nippo-Delko One Provence NDP   | Nippo-Delko One Provence NDP |
| ---------------------------- | ------------------------------ | ---------------------------- |
| Num                          | Ciclista                       | Pos                          |
| 141                          | Julien El Fares (FRA)          | DNF-5                        |
| 142                          | Pierre Barbier (FRA)           | HD-1                         |
| 143                          | Romain Combaud (FRA)           | 37.                          |
| 144                          | José Manuel Díaz Gallego (ESP) | 45.                          |
| 145                          | Ramūnas Navardauskas (LTU)     | NP-7                         |
| 146                          | Dušan Rajović (SRB)            | NP-7                         |
| 147                          | Evaldas Šiškevičius (LTU)      | 49.                          |
| 148                          | Julien Trarieux (FRA)          | 55.                          |

| Circus-Wanty Gobert CWG | Circus-Wanty Gobert CWG    | Circus-Wanty Gobert CWG |
| ----------------------- | -------------------------- | ----------------------- |
| Num                     | Ciclista                   | Pos                     |
| 151                     | Xandro Meurisse (BEL)      | 22.                     |
| 152                     | Aimé De Gendt (BEL)        | NP-7                    |
| 153                     | Tom Devriendt (BEL)        | DNF-6                   |
| 154                     | Fabien Doubey (FRA)        | 11.                     |
| 155                     | Andrea Pasqualon (ITA)     | 36.                     |
| 156                     | Boy van Poppel (NED)       | NP-7                    |
| 157                     | Danny van Poppel (NED)     | DNF-1                   |
| 158                     | Pieter Vanspeybrouck (BEL) | NP-7                    |

| B&B Hotels-Vital Concept p/b KTM BVC | B&B Hotels-Vital Concept p/b KTM BVC | B&B Hotels-Vital Concept p/b KTM BVC |
| ------------------------------------ | ------------------------------------ | ------------------------------------ |
| Num                                  | Ciclista                             | Pos                                  |
| 161                                  | Bryan Coquard (FRA)                  | NP-7                                 |
| 162                                  | Frederik Backaert (BEL)              | DNF-5                                |
| 163                                  | Cyril Barthe (FRA)                   | 57.                                  |
| 164                                  | Jens Debusschere (BEL)               | NP-7                                 |
| 165                                  | Cyril Gautier (FRA)                  | DNF-6                                |
| 166                                  | Quentin Pacher (FRA)                 | 40.                                  |
| 167                                  | Kévin Réza (FRA)                     | DNF-6                                |
| 168                                  | Sebastian Schönberger (AUT)          | 33.                                  |

| Trek-Segafredo TFS | Trek-Segafredo TFS            | Trek-Segafredo TFS |
| ------------------ | ----------------------------- | ------------------ |
| Num                | Ciclista                      | Pos                |
| 1                  | Richie Porte (AUS)            | 41.                |
| 2                  | Mads Pedersen (DEN) (estrada) | NP-7               |
| 3                  | Kenny Elissonde (FRA)         | 35.                |
| 4                  | Alex Kirsch (LUX)             | NP-7               |
| 5                  | Ryan Mullen (IRL)             | DNF-6              |
| 6                  | Vincenzo Nibali (ITA)         | 4.                 |
| 7                  | Jasper Stuyven (BEL)          | 13.                |
| 8                  | Edward Theuns (BEL)           | 53.                |

| Arkéa-Samsic ARK | Arkéa-Samsic ARK               | Arkéa-Samsic ARK |
| ---------------- | ------------------------------ | ---------------- |
| Num              | Ciclista                       | Pos              |
| 11               | Nairo Quintana (COL)           | 6.               |
| 12               | Winner Anacona (COL)           | 32.              |
| 13               | Warren Barguil (FRA) (estrada) | DQ-1             |
| 14               | Nacer Bouhanni (FRA)           | NP-7             |
| 15               | Daniel McLay (GBR)             | NP-7             |
| 16               | Dayer Quintana (COL)           | 51.              |
| 17               | Diego Rosa (ITA)               | DNF-5            |
| 18               | Connor Swift (GBR)             | 43.              |

| Groupama-FDJ GFC | Groupama-FDJ GFC        | Groupama-FDJ GFC |
| ---------------- | ----------------------- | ---------------- |
| Num              | Ciclista                | Pos              |
| 21               | Thibaut Pinot (FRA)     | 5.               |
| 22               | Antoine Duchesne (CAN)  | 46.              |
| 23               | Stefan Küng (SUI)       | 29.              |
| 24               | Mathieu Ladagnous (FRA) | 39.              |
| 25               | Olivier Le Gac (FRA)    | 18.              |
| 26               | Tobias Ludvigsson (SWE) | NP-7             |
| 27               | Rudy Molard (FRA)       | 7.               |
| 28               | Marc Sarreau (FRA)      | NP-7             |

| Bora-Hansgrohe BOH | Bora-Hansgrohe BOH                    | Bora-Hansgrohe BOH |
| ------------------ | ------------------------------------- | ------------------ |
| Num                | Ciclista                              | Pos                |
| 31                 | Peter Sagan (SVK)                     | NP-7               |
| 32                 | Pascal Ackermann (GER)                | DNF-5              |
| 33                 | Jean-Pierre Drucker (LUX)             | DNF-6              |
| 34                 | Felix Großschartner (AUT)             | 9.                 |
| 35                 | Patrick Konrad (AUT)                  | 34.                |
| 36                 | Juraj Sagan (SVK) (estrada)           | NP-7               |
| 37                 | Maximilian Schachmann (GER) (estrada) | 1.                 |
| 38                 | Michaek Schwarzmann (GER)             | NP-7               |

| Deceuninck-Quick Step DQT | Deceuninck-Quick Step DQT         | Deceuninck-Quick Step DQT |
| ------------------------- | --------------------------------- | ------------------------- |
| Num                       | Ciclista                          | Pos                       |
| 41                        | Julian Alaphilippe (FRA)          | 16.                       |
| 42                        | Kasper Asgreen (DEN)              | 30.                       |
| 43                        | Sam Bennett (IRL) (estrada)       | NP-4                      |
| 44                        | Tim Declercq (BEL)                | 31.                       |
| 45                        | Bob Jungels (LUX) (estrada e CRI) | 15.                       |
| 46                        | Yves Lampaert (BEL)               | NP-7                      |
| 47                        | Michael Mørkøv (DEN) (estrada)    | 52.                       |
| 48                        | Zdeněk Štybar (CZE)               | 20.                       |

| AG2R La Mondiale ALM | AG2R La Mondiale ALM         | AG2R La Mondiale ALM |
| -------------------- | ---------------------------- | -------------------- |
| Num                  | Ciclista                     | Pos                  |
| 51                   | Romain Bardet (FRA)          | 19.                  |
| 52                   | Mikaël Cherel (FRA)          | 28.                  |
| 53                   | Benoît Cosnefroy (FRA)       | NP-7                 |
| 54                   | Alexis Gougeard (FRA)        | NP-7                 |
| 55                   | Pierre Latour (FRA)          | NP-7                 |
| 56                   | Oliver Naesen (BEL)          | DNF-5                |
| 57                   | Aurélien Paret-Peintre (FRA) | 21.                  |
| 58                   | Nans Peters (FRA)            | NP-7                 |

| Lotto-Soudal LTS | Lotto-Soudal LTS       | Lotto-Soudal LTS |
| ---------------- | ---------------------- | ---------------- |
| Num              | Ciclista               | Pos              |
| 61               | Philippe Gilbert (BEL) | 14.              |
| 62               | Sander Armée (BEL)     | 60.              |
| 63               | Jasper De Buyst (BEL)  | NP-6             |
| 64               | Thomas De Gendt (BEL)  | 25.              |
| 65               | John Degenkolb (GER)   | 17.              |
| 66               | Caleb Ewan (AUS)       | NP-6             |
| 67               | Frederik Frison (BEL)  | NP-7             |
| 68               | Roger Kluge (GER)      | NP-7             |

| Cofidis COF | Cofidis COF                  | Cofidis COF |
| ----------- | ---------------------------- | ----------- |
| Num         | Ciclista                     | Pos         |
| 71          | Elia Viviani (ITA) (estrada) | NP-6        |
| 72          | Piet Allegaert (BEL)         | 54.         |
| 73          | Nicolas Edet (FRA)           | 48.         |
| 74          | Cyril Lemoine (FRA)          | NP-7        |
| 75          | Guillaume Martin (FRA)       | 12.         |
| 76          | Anthony Perez (FRA)          | 56.         |
| 77          | Damien Touzé (FRA)           | NP-7        |
| 78          | Julien Vermote (BEL)         | 42.         |

| Bahrain McLaren TBM | Bahrain McLaren TBM         | Bahrain McLaren TBM |
| ------------------- | --------------------------- | ------------------- |
| Num                 | Ciclista                    | Pos                 |
| 81                  | Dylan Teuns (BEL)           | NP-6                |
| 82                  | Pello Bilbao (ESP)          | NP-6                |
| 83                  | Damiano Caruso (ITA)        | NP-6                |
| 84                  | Iván García Cortina (ESP)   | NP-6                |
| 85                  | Heinrich Haussler (AUS)     | NP-6                |
| 86                  | Domen Novak (SLO) (estrada) | NP-6                |
| 87                  | Hermann Pernsteiner (AUT)   | NP-6                |
| 88                  | Jan Tratnik (SLO)           | NP-6                |

| Team Sunweb SUN | Team Sunweb SUN            | Team Sunweb SUN |
| --------------- | -------------------------- | --------------- |
| Num             | Ciclista                   | Pos             |
| 91              | Michael Matthews (AUS)     | 26.             |
| 92              | Nikias Arndt (GER)         | 23.             |
| 93              | Tiesj Benoot (BEL)         | 2.              |
| 94              | Cees Bol (NED)             | 38.             |
| 95              | Nico Denz (GER)            | 61.             |
| 96              | Nils Eekhoff (NED)         | DNF-6           |
| 97              | Chris Hamilton (AUS)       | 50.             |
| 98              | Søren Kragh Andersen (DEN) | 10.             |

| EF Pro Cycling EF1 | EF Pro Cycling EF1             | EF Pro Cycling EF1 |
| ------------------ | ------------------------------ | ------------------ |
| Num                | Ciclista                       | Pos                |
| 101                | Sergio Higuita (COL) (estrada) | 3.                 |
| 102                | Alberto Bettiol (ITA)          | 44.                |
| 103                | Lawson Craddock (USA)          | DNF-5              |
| 104                | Tanel Kangert (EST)            | 8.                 |
| 105                | Tom Scully (NZL)               | NP-7               |
| 106                | Tejay van Garderen (USA)       | DNF-5              |
| 107                | Sep Vanmarcke (BEL)            | NP-7               |
| 108                | Michael Woods (CAN)            | DNF-5              |

| Total Direct Énergie TDE | Total Direct Énergie TDE | Total Direct Énergie TDE |
| ------------------------ | ------------------------ | ------------------------ |
| Num                      | Ciclista                 | Pos                      |
| 111                      | Lilian Calmejane (FRA)   | NP-7                     |
| 112                      | Niccolò Bonifazio (ITA)  | DNF-6                    |
| 113                      | Jonathan Hivert (FRA)    | NP-7                     |
| 114                      | Adrien Petit (FRA)       | NP-7                     |
| 115                      | Julien Simon (FRA)       | DNF-6                    |
| 116                      | Niki Terpstra (NED)      | 58.                      |
| 117                      | Anthony Turgis (FRA)     | NP-7                     |
| 118                      | Dries Van Gestel (BEL)   | 59.                      |

| NTT Pro Cycling NTT | NTT Pro Cycling NTT      | NTT Pro Cycling NTT |
| ------------------- | ------------------------ | ------------------- |
| Num                 | Ciclista                 | Pos                 |
| 121                 | Giacomo Nizzolo (ITA)    | DNF-6               |
| 122                 | Victor Campenaerts (BEL) | NP-7                |
| 123                 | Ryan Gibbons (RSA)       | 47.                 |
| 124                 | Michael Gogl (AUT)       | NP-7                |
| 125                 | Michael Valgren (DEN)    | 27.                 |
| 126                 | Roman Kreuziger (CZE)    | 24.                 |
| 127                 | Ben O'Connor (AUS)       | NP-7                |
| 128                 | Max Walscheid (GER)      | NP-4                |

| Israel Start-Up Nation ISN | Israel Start-Up Nation ISN | Israel Start-Up Nation ISN |
| -------------------------- | -------------------------- | -------------------------- |
| Num                        | Ciclista                   | Pos                        |
| 131                        | Nils Politt (GER)          | NP-7                       |
| 132                        | Rudy Barbier (FRA)         | NP-6                       |
| 133                        | Jenthe Biermans (BEL)      | NP-7                       |
| 134                        | Guillaume Boivin (CAN)     | NP-4                       |
| 135                        | Hugo Hofstetter (FRA)      | DNF-6                      |
| 136                        | Krists Neilands (LAT)      | NP-6                       |
| 137                        | Mads Würtz (DEN)           | DNF-6                      |
| 138                        | Tom Van Asbroeck (BEL)     | NP-7                       |

| Nippo-Delko One Provence NDP | Nippo-Delko One Provence NDP   | Nippo-Delko One Provence NDP |
| ---------------------------- | ------------------------------ | ---------------------------- |
| Num                          | Ciclista                       | Pos                          |
| 141                          | Julien El Fares (FRA)          | DNF-5                        |
| 142                          | Pierre Barbier (FRA)           | HD-1                         |
| 143                          | Romain Combaud (FRA)           | 37.                          |
| 144                          | José Manuel Díaz Gallego (ESP) | 45.                          |
| 145                          | Ramūnas Navardauskas (LTU)     | NP-7                         |
| 146                          | Dušan Rajović (SRB)            | NP-7                         |
| 147                          | Evaldas Šiškevičius (LTU)      | 49.                          |
| 148                          | Julien Trarieux (FRA)          | 55.                          |

| Circus-Wanty Gobert CWG | Circus-Wanty Gobert CWG    | Circus-Wanty Gobert CWG |
| ----------------------- | -------------------------- | ----------------------- |
| Num                     | Ciclista                   | Pos                     |
| 151                     | Xandro Meurisse (BEL)      | 22.                     |
| 152                     | Aimé De Gendt (BEL)        | NP-7                    |
| 153                     | Tom Devriendt (BEL)        | DNF-6                   |
| 154                     | Fabien Doubey (FRA)        | 11.                     |
| 155                     | Andrea Pasqualon (ITA)     | 36.                     |
| 156                     | Boy van Poppel (NED)       | NP-7                    |
| 157                     | Danny van Poppel (NED)     | DNF-1                   |
| 158                     | Pieter Vanspeybrouck (BEL) | NP-7                    |

| B&B Hotels-Vital Concept p/b KTM BVC | B&B Hotels-Vital Concept p/b KTM BVC | B&B Hotels-Vital Concept p/b KTM BVC |
| ------------------------------------ | ------------------------------------ | ------------------------------------ |
| Num                                  | Ciclista                             | Pos                                  |
| 161                                  | Bryan Coquard (FRA)                  | NP-7                                 |
| 162                                  | Frederik Backaert (BEL)              | DNF-5                                |
| 163                                  | Cyril Barthe (FRA)                   | 57.                                  |
| 164                                  | Jens Debusschere (BEL)               | NP-7                                 |
| 165                                  | Cyril Gautier (FRA)                  | DNF-6                                |
| 166                                  | Quentin Pacher (FRA)                 | 40.                                  |
| 167                                  | Kévin Réza (FRA)                     | DNF-6                                |
| 168                                  | Sebastian Schönberger (AUT)          | 33.                                  |

Convenções:
- AB-N: Abandono na etapa "N"
- FLT-N: Retiro por chegada fora do limite de tempo na etapa "N"
- NTS-N: Não tomou a saída para a etapa "N"
- DES-N: Desclassificado ou expulsado na etapa "N"

## UCI World Ranking
A Paris-Nice outorgou pontos para o UCI World Ranking para corredores das equipas nas categorias UCI WorldTeam, UCI ProTeam e Continental. As seguintes tabelas são o barómetro de pontuação e os 10 corredores que obtiveram mais pontos:
| Posição             | 1.º | 2.º | 3.º | 4.º | 5.º | 6.º | 7.º | 8.º | 9.º | 10.º | 11.º | 12.º | 13.º | 14.º | 15.º | 16.º-20.º | 21.º-30.º | 31.º-50.º | 51.º-55.º | 56.º-60.º |
| Classificação geral | 500 | 400 | 325 | 275 | 225 | 175 | 150 | 125 | 100 | 85   | 70   | 60   | 50   | 40   | 35   | 30        | 20        | 10        | 5         | 3         |
| Por etapa           | 60  | 25  | 10  |     |     |     |     |     |     |      |      |      |      |      |      |           |           |           |           |           |
| Líder               | 10  |     |     |     |     |     |     |     |     |      |      |      |      |      |      |           |           |           |           |           |

| Classificação |                       |                |       |       |       |       |
| Posição       | Ciclista              | Equipa         | Geral | Etapa | Líder | Total |
| ------------- | --------------------- | -------------- | ----- | ----- | ----- | ----- |
| 1.º           | Maximilian Schachmann | Bora-Hansgrohe | 500   | 85    | 60    | 645   |
| 2.º           | Tiesj Benoot          | Sunweb         | 400   | 95    | -     | 495   |
| 3.º           | Sergio Higuita        | EF             | 325   | 10    | -     | 335   |
| 4.º           | Vincenzo Nibali       | Trek-Segafredo | 275   | -     | -     | 275   |
| 5.º           | Thibaut Pinot         | Groupama-FDJ   | 225   | 10    | -     | 235   |
| 6.º           | Nairo Quintana        | Arkéa Samsic   | 175   | 60    | -     | 235   |
| 7.º           | Rudy Molard           | Groupama-FDJ   | 150   | -     | -     | 150   |
| 8.º           | Søren Kragh Andersen  | Sunweb         | 85    | 60    | -     | 145   |
| 9.º           | Tanel Kangert         | EF             | 125   | -     | -     | 125   |
| 10.º          | Felix Großschartner   | Bora-Hansgrohe | 100   | -     | -     | 100   |